# Sewerstal Tscherepowez
Sewerstal Tscherepowez (russisch Северсталь Череповец) ist ein 1956 unter dem Namen Stroitel Tscherepowez gegründeter Eishockeyklub der Stadt Tscherepowez in Russland. Er spielt in der Kontinentalen Hockey-Liga. Die Vereinsfarben sind Schwarz, Gelb und Blau.

## Geschichte

Früheres Logo

Logo bis 2018

Der Klub wurde 1956 als Stroitel Tscherepowez gegründet. Bereits 1969 wurde der Name in Metallurg Tscherepowez und zuletzt 1994 in Sewerstal Tscherepowez geändert, nach dem Hauptsponsor, der Stahlfirma Sewerstal.
Die einzige Erfolg in der Vereinsgeschichte war der Gewinn der Meisterschaft der Perwaja Liga 1981, ehe zu Beginn der 1990er Jahre der Aufstieg in die höchste russische Spielklasse glückte. Dort etablierte sich das Team im Laufe der Jahre in der Superliga und erreichte, nach einem dritten Platz in der Saison 2000/01, am Ende der Spielzeit 2002/03 den Vizemeistertitel.
Zur Saison 2008/09 wurde Sewerstal in die neu gegründete Kontinentale Hockey-Liga aufgenommen und verpasste in den ersten beiden Spielzeiten jeweils die Play-offs. In den folgenden drei Spieljahren erreichte der Klub jeweils die Play-offs, schied aber bereits im Achtel- oder Viertelfinale aus. In den Saisons 2013/14 und 2014/15 konnte sich der Verein erneut nicht für die Play-offs qualifizieren.

## Bekannte ehemalige Spieler
- Viktors Ignatjevs (2001–2002)
- Dmitri Juschkewitsch (2004–2005)
- Wjatscheslaw Buzajew (2004–2005)
- Oleg Kwascha (2004–2005)
- Andrei Sjusin (2004–2005)
- / Jan Benda (2004–2005)
- Dmitri Kwartalnow (2004–2005, 2006–2007)
- Igor Grigorenko (2005–2006)
- Alexander Chawanow
- Oleg Schewzow
- Jan Čaloun
- Pavel Butschnewitsch
- / Witali Wischnewski (2017–2018)